# Samo
Samo († 658) fue el primer señor eslavo del que se conoce el nombre. Reinó desde el año 623 hasta el año 658 y estableció uno de los primeros estados eslavos de los que se tengan registros históricos, uniendo bajo su autoridad a los checos, sorabos, moravos (eslovacos) y carantanios (eslovenos).
Según la Crónica de Fredegario, Samo era un comerciante franco. Así Fredegario menciona que era un «senonago» (probablemente oriundo de la moderna Sens, en Francia); esto significa que pudo haber nacido allí o que su familia provenía de ese lugar. Según la Conversio Bagoariorum et Carantanorum (Conversión de los bávaros y los carantanios) escrita alrededor del año 872 en Salzburgo, Samo era un comerciante carantanio (esloveno).

Los territorios de Samo en el 631. En oscuro, los que le estuvieron sometidos con seguridad. En claro, los que quizá también lo estuvieron, pero para los que no hay certeza.

Hallazgos arqueológicos indican que el "Imperio" abarcaba los actuales territorios de la República Checa, Eslovaquia, Austria, Lusacia, y Eslovenia. 
Los eslavos, dirigidos por el rey Samo, lograron desbaratar todos los ataques de los ávaros. Pero también se vieron obligados a luchar contra los francos, ya que hubo incidentes con comerciantes de ese pueblo asesinados a quienes también se les habían robado los bienes. 
El evento más famoso fue la victoria del Ejército de Samo contra el ejército real de los francos dirigidos por el mismo rey, Dagoberto I, en el año 631, en la llamada batalla de Wogastisburg (en latín castrum Wogastisburc). Como consecuencia de la dura derrota franca, los sorabos los abandonaron y se unieron al Reino de Samo. También hay registradas varias incursiones de Samo en Turingia, región del Reino de los Francos.
En 658, tras la muerte de Samo, el imperio se disgregó, dejó como legado varios estados eslavos que dominaron la región durante los siglos siguientes: el Ducado de Carantania (Eslovenia) y el Principado de Nitra (Eslovaquia).